# Dungu (vattendrag)
Dungu är en flod i Kongo-Kinshasa, som tillsammans med Kibali bildar Uele. Den rinner genom provinsen Haut-Uele, i den nordöstra delen av landet, 1 700 km nordost om huvudstaden Kinshasa.